# Weselmann-Kümo
Unter den Bezeichnungen Weselmann-Kümo oder Typ Weselmann fasst man eine Gruppe kleiner deutscher Küstenmotorschiffe zusammen, die Ende der 1940er Jahre und in der ersten Hälfte der 1950er Jahre gebaut wurden. Die Schiffe, die alle auf einem gemeinsamen Grundentwurf fußten, wurden von einer Reihe Werften gebaut und bildeten den Grundstock der deutschen Küstenschiffsflotte nach dem Ende des Zweiten Weltkriegs. Sie waren auch unter den Bezeichnungen Weselmänner, Volkswagen der Kümos oder Kleines Küstenmotorschiff bekannt, wobei der letzte Begriff auch vergleichbare Nachkriegsneubauten mit eigenständigen Konstruktionen einschließt.

## Geschichte
Die deutsche Küstenschiffsflotte war nach dem Ende des Zweiten Weltkriegs zu einem großen Teil verloren. Alle damals noch vorhandenen deutschen Schiffe mussten an die Alliierten abgeliefert oder unter deren Kontrolle gestellt werden und der Neubau von Schiffen war bis 1948 gänzlich verboten. Ab 1947/48 durften wieder Küstenmotorschiffe gebaut werden, deren Länge zwischen den Loten aufgrund der Kontrollratsdirektive 37 zunächst auf maximal 33,49 m (110 Fuß) beschränkt war.

Um erneut Küstenschifffahrt betreiben zu können, hatte sich 1947 die Arbeitsgemeinschaft Küstenschiff gegründet, der unter anderem das Unternehmen Maierform, die Hanseatische Ingenieurvereinigung und die Ingenieure Beeck, Lembcke und Weselmann angehörten. In Zusammenarbeit mit dem Verband deutscher Küstenschiffer erarbeitete eine Arbeitsgruppe unter dem Vorsitz des Hamburger Schiffbauers Adolf Weselmann mehrere Grundentwürfe für geeignete Volldecker, Quarterdecker und Schutzdecker, mit denen Kapitäne ihre durch Reparation oder Kriegseinwirkung verlorenen Schiffe ersetzen könnten. Weil mit den seinerzeit zur Verfügung stehenden vier Millionen Mark so viele Schiffe wie möglich gebaut werden sollten, fiel die Wahl auf den Volldeckerentwurf Weselmanns, dessen Baukosten am günstigsten ausfielen. 

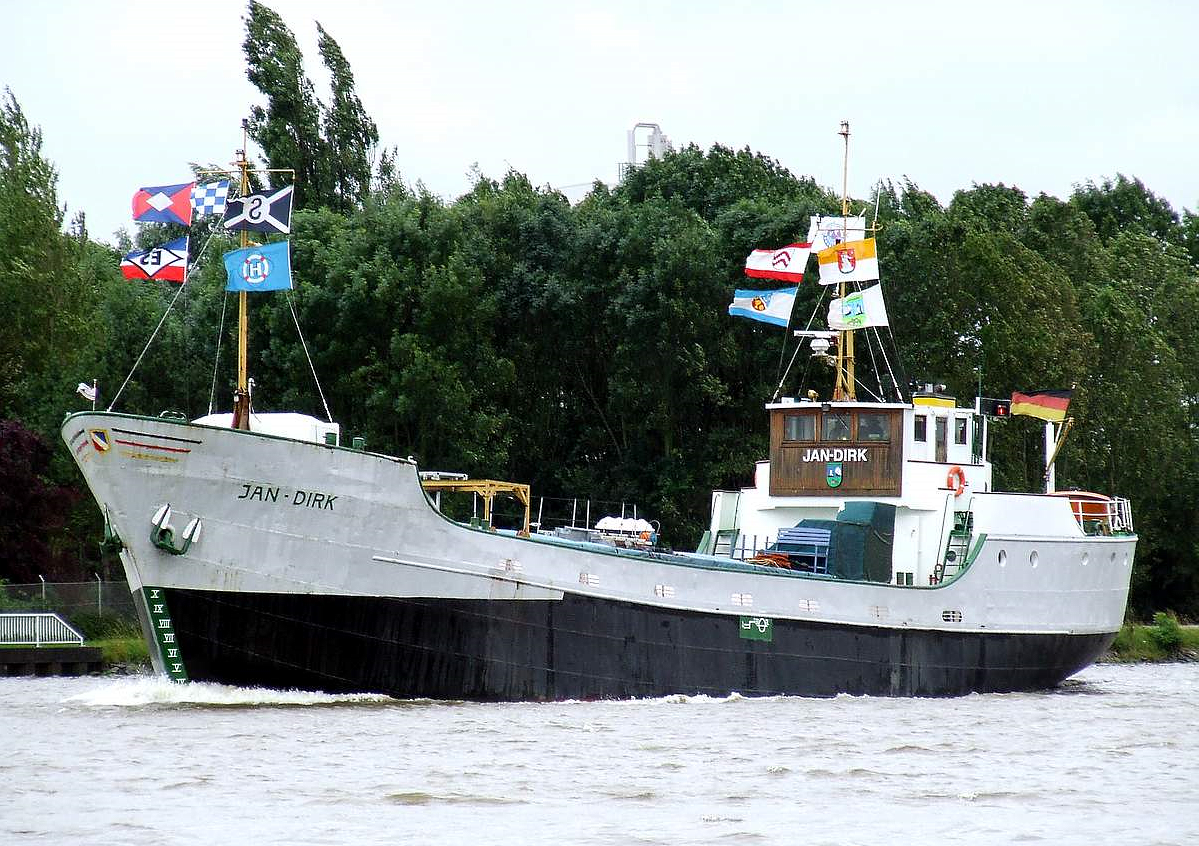
Die Jan-Dirk auf dem Nord-Ostsee-Kanal

 Zunächst wurden 13 Schiffe in Auftrag gegeben, später wurden jedoch insgesamt 71 Schiffe gebaut. Den ersten strengen Beschränkungen der Alliierten entsprach aber nur die am 28. November 1949 von der Schiffswerft W. Holst abgelieferte Paul. Bis 1951 wurden die Auflagen schrittweise aufgehoben. Die Kümos dieser ersten Nachkriegszeit hatten meist eine Vermessung von etwa 299 Bruttoregistertonnen (BRT) bei einer Tragfähigkeit von 400 bis 650 Tonnen.
Heute sind in Deutschland noch zwei dieser kleinen Küstenmotorschiffe im weitgehend unveränderten Zustand als Museumsschiffe erhalten, die Jan-Dirk, die auf dem Weselmann-Entwurf beruht und die Greundiek, in deren Konstruktion Merkmale zeitgenössischer Fischdampfer einflossen. Darüber hinaus finden sich noch einzelne – meist stärker umgebaute – Einheiten in Fahrt.

## Technik
Die Schiffe verfügen über ein achtern angeordnetes Deckshaus über dem Maschinenraum und einem einzelnen mittschiffs angeordneten Laderaum von weitestgehend unverbauter Form mit geringem Unterstau und erhöhtem Vorschiff. Die Luke des Laderaums wird mit hölzernen Lukendeckeln und Persenningen verschlossen. Beim Bau erhielten die Schiffe zwei einfache Ladebäume, die vor und hinter dem Laderaum angeordnet waren. Die Tragfähigkeit der 33,49 Meter langen und 7,50 Meter breiten Paul lag bei 350 Tonnen, wobei die späteren Weselmänner deutlich größere Tragfähigkeiten aufwiesen.
Der Antrieb der Baureihe bestand aus einem Viertakt-Dieselmotor, der eine Geschwindigkeit von acht bis neun Knoten erlaubte. Es kamen verschiedenste Motorenbaumuster zum Einsatz.

## Die Schiffe (Auswahl)
| Libelle               | Brand Werft/73                | keine   | 21. November 1949  | DG Neptun, Bremen                  | 1954 Hugo Arlt, 1959 Maha Lakshmi, 1968/69 in Indien verschrottet |
| Paul                  | Holst/173                     | 5271953 | 28. November 1949  | Richard Rahmann, Hamburg           | im Februar 1951 von der Bauwerft verlängert, im Juni 1957 in Hamburg erhöht, 1965 Inge Meyn, 1983 Inge, nach längerer Liegezeit mit Maschinenschaden bei der Schiffwerft Otto Eberhardt in Arnis am 14. August 1986 vom Werftinhaber A. Eberhardt ersteigert und ab 4. September bei Dockship in Hamburg verschrottet                                                                        |
| Süd-West              | Sietas/347                    | 5160946 | 10. Januar 1950    | Fritz Lünzmann, Hamburg            | im Januar 1954 auf 46,77 m verlängert und erhöht, 1961 Inge Fiedler, 1974 Eko, am 23. Oktober 1976 vor Tyros (Libanon) auf eine Seemine gelaufen und gesunken |
| Cranz                 | H. Rancke/160                 | 5409914 | 4. März 1950       | J. B. Drewes, Hamburg              | im August 1952 von der Bauwerft verlängert und erhöht, 1963 Zenit, 1974 Agios Ioannis, 1978 Elias P., 1994 im Register gelöscht |
| Frieda Morgenroth     | SUAG/344                      | 5121342 | 29. April 1950     | Hans Morgenroth, Bremen            | 1967 Marietta, am 20. Dezember 1970 mit einer Ladung Koks im Vänersee bei Bockholmen auf Grund gelaufen und aufgegeben, 1971 durch Bröderna Jonsson, Kållandsö gehoben und in Kallandso repariert, bis 2010 in Fahrt, danach Umbau zum Hausboot |
| Rügen                 | August Pahl/292               | 5301930 | 8. Juni 1950       | Wilhelm Ehlert, Hamburg            | 1972 Mike I, 1978 Maria K, 1987 Maria, 1989 Carine, 1996 Lama, 2002 in Beirut arrestiert und dort am 7. Januar 2002 gesunken |
| Gretchen Vollmers     | Büsumer Werft/152             | 5136012 | 15. Juni 1950      | M. Vollmers, Uetersen              | 1964 Nebo, im Herbst 1971 bei R. Harmstorf Wasserbau in Lübeck abgebrochen |
| Hanseat               | Pohl & Jozwiak/67             | 5142310 | 17. Juni 1950      | Walter Richter, Hamburg            | am 2. Dezember 1980 auf einer Reise von Rotterdam nach Perth mit Expellern im Schlechtwetter am Anker in Alnmouth Bay gestrandet und in situ durch Maughan & Sons verschrottet |
| Edelgard              | H. C. Stülcken Sohn/753       | 5096896 | 17. Juni 1950      | Johannes Meyer, Hamburg            | November 1951 von der Bauwerft verlängert, 1964 Gitte Pedersen, 1970 Mini Scan, 1971 Hervig, 1989 Dilani, 1996 Energi, 1997 Survivor, 2012 im Register gelöscht |
| Grete Büscher         | Rolandwerft/792               | 5136036 | Juli 1950          | Wilhelm Büscher, Bremen            | 1953 verlängert, 1970 Gäa, 1975 Zena, 1987 in Jeble (Syrien) abgebrochen |
| Rita                  | Stader Schiffswerft/157       | keine   | 27. Juli 1950      | W. Baumgarten, Hamburg             | am 11. Dezember 1961 bei Oxelösund, Sweden, während der Reise von Nyköping nach Rotterdam gestrandet, anschließend freigeschleppt, 12. Dezember 1961 erneut gestrandet; Abbruch ab dem 27. März 1962 in Hamburg |
| Elisabeth             | Abeking & Rasmussen/4539      | 5101378 | 31. August 1950    | M. Hoffmann, Barssel               | 1955 durch Adler Werft verlängert, 1972 Neutor, 1974 Bou Ismail III, 1977 Greleb I, 1987 im Register gelöscht, 1992 verschrottet |
| Neuhaus               | Stader Schiffswerft/144       | keine   | 10. September 1950 | Hermann Detels, Hamburg            | nach dem Stapellauf verlängert und als Änne Ursula in Fahrt, im September 1968 auf einer Reise von Gent nach Uddevalla mit Stahlblech mit fünfköpfiger Besatzung im Schlechtwetter gesunken |
| Geversdorf            | Lürssen/13176                 | 5130305 | September 1950     | Albert Heitmann, Geversdorf        | 1955 von der Jadewerft verlängert, 1966 Wilma Lucker, 1983 Karoline N, im Mai 1986 zum Abbruch in Hamburg eingetroffen, ab Juli bei DHG Dockerill verschrottet |
| Oktant                | Rolandwerft/793               | 5261740 | 21. September 1950 | Heye Daenekas, Bremen              | 1955 verlängert, 1974 Mimi Christa, 1976 Lady Anastasia, 1990 Dheraha, 2000 Baroasa 102, 2019 in Fahrt |
| Ägäis                 | Abeking & Rasmussen/4540      | 5286374 | 14. Oktober 1950   | Johann Gerken, Hamburg             | 1957 Puck, 1963 Salthammer, 1969 Vorsaa, 1987 Maryam, 2003 in Palermo verschrottet |
| Ronald                | Mützelfeldt/21                | 5299307 | 15. Oktober 1950   | Hans Suhr, Cuxhaven                | 1965 Anna Oltmann, 1976 Paloma-B, 1980 Internos, am 4. April 1980 in der Hafeneinfahrt von Wells Harbour aufgelaufen, später abgebracht und in Yarmouth repariert, am 22. April 1980 nach Wassereinbruch im Maschinenraum in der Mündung des Nieuwe Waterweg gesunken |
| Jürgen                | Mützelfeldt/22                | 5177640 | 1. November 1950   | Henry Blohm, Stade                 | 1966 Heinrich Nagel, 1974 Jan-Dirk, 2000 Museumsschiff, so in Fahrt |
| Antje Jansen          | Büsumer Werft/153             | 5146201 | 11. November 1950  | Willi Jansen, Uetersen             | 1962 Hela, 1966 Hasseriss, 1974 Minde, 1974 Lyry Kis, am 14. Januar 1986 auf der Fahrt von Cumaná (Venezuela) nach St. Vincent wegen Wassereinbruch bei Mucurapo (Trinidad) auf Grund gesetzt, am 25. März 1986 geborgen und danach in Chaguaramas (Trinidad) verschrottet |
| Krautsand             | Stader Schiffswerft/158       | 5196567 | 18. November 1950  | Gustav Behrmann, Hamburg           | im Juni 1957 durch Bauwerft verlängert und erhöht, 1975 Gäa, 1988 Krautsand, 1988 Prima, 1995 Erika, 2000 Josephine, 2003 Krautsand, so in Fahrt |
| Elli Ahrens           | Elsflether Werft/276          | 5102205 | 21. Dezember 1950  | Dietrich Ahrens, Brake             | 1971 Margot Schlichting, 2000 Natalie, 2007 Hogeland, 2014 Shiva Viking, so in Fahrt. |
| Walter Behrens        | Schiffswerft Berninghaus/710  | 5385637 | 28. Januar 1951    | Walter Behrens, Estebrügge         | 1953 durch die Bauwerft verlängert, 1963 Aenne Suhr, 1966 erneut verlängert, ab 31. März 1970 in Bremen aufgelegt, am 8. Juli 1970 an die Schiffsbetriebsgesellschaft in Hamburg versteigert, am 1. November 1971 zum Abbruch verkauft, ab März 1971 (?) durch die Bremer Schiffsverwertung in Elsfleth verschrottet                                                                         |
| Sigrid                | Schiffswerft Berninghaus/711  | 5327491 | 19. März 1951      | Ferdinand Waller, Abbenfleth       | 1953 in Ruhrort verlängert, ab 28. Januar 1993 aufgelegt, 1999 St. Luc Express, 2003 Pipo Express Line, im August 2004 bei Port Canaveral auf dem Banana River auf Grund gelaufen und zum Totalverlust erklärt |
| Jut’n Feldtmann       | H. Rancke/160                 | keine   | 11. April 1951     | J. Feldtmann, Mooregge             | am 14. Oktober 1952 Wassereinbruch im Schlechtwetter auf einer Reise von Hamina nach Emden mit Grubenholz und am 15. Oktober vor dem Nothafen Helsinki gesunken |
| Planet                | Schiffswerft G. Renck jr./159 | 5130214 | 28. April 1951     | Henry Gerdau, Hamburg              | im Juni 1953 in Hamburg verlängert und erhöht, Juli 1956 in Rotterdam wegen versuchten Schmuggels einer Nickelladung in die UdSSR arrestiert, 1961 Gesa Meinken, am 23. April 1966 auf einer Reise von Aalborg nach Stenungsund bei Göteborg gestrandet und aufgegeben, am 1. Mai abgebracht und später repariert, 1983 Elva, 1984 Aaron, 1984 Elva J, 1985 Carmen, im Mai 1985 verschrottet |
| Gisela Meyer-Gerhards | Rolandwerft/797               | 5429328 | 5. Juni 1951       | Dr. H. Meyer-Gerhards & Co, Bremen | 1955 verlängert, 1960 Rainer Parchmann, 1963 Tugo, 1963 Hildegard Knüppel, 1974 Ricuna, 1975 Seaquest I, 1975 Sezam, 1976 Domino, am 1. November 1977 auf einer Reise von Boston mit Weizen etwa acht Seemeilen vor dem Zielhafen Quimper verlorengegangen |
| Carola                | Büsumer Werft/154             | 5064738 | 16. Juni 1951      | Hans Sbresny, Lägerdorf            | 1981 Jackie Bee, 1990 Marva W, 2001 in der Karibik verschrottet |
| Marga Kiepe           | Rolandwerft/794               | 5221489 | 4. August 1951     | Hermann Kiepe, Bremen              | 1976 Ramsis, 1995 aus dem Register gelöscht |
| Cimbria               | Büsumer Werft/155             | 5072864 | 18. August 1951    | Karl-Heinz Winter, Scheeßel        | 1974 King I, 1975 A.King I, 2000 aus dem Register gelöscht |
| Paula                 | Stader Schiffswerft/159       | 5272165 | 2. September 1951  | Friedrich Breuer, Abbenfleth       | 1964 Friedel Rabeler, 1976 Brammer, 2010 im Register gelöscht |
| Ostfriesland          | Martin Jansen/20              | 5266491 | 18. September 1951 | Jürgen Ulpts, Leer                 | 1954 Jan Tiedemann, im Mai 1956 in Wilhelmshaven verlängert und erhöht, 1970 Catina, 1971 Vasilios, 1979 Aris, 1980 Sebastiana X, im Oktober 1981 gesunken, später gehoben und wieder in Fahrt, 1983 Evangelos X, 1985 Saronikos II, ab 2000/01 nicht mehr im Register geführt |
| Stadt Leer            | Martin Jansen/19              | 5337783 | 9. Oktober 1951    | Martin Jansen, Leer                | im September 1955 von der Bauwerft verlängert und erhöht, 1965 Anna Hartmann, 1974 Portaitisa, 1975 Katerina M., ab 14. Juli 2010 nicht mehr im Register geführt |
| Hanni-Lene            | Mützelfeldt/23                | 5141809 | 22. Dezember 1951  | Georg Behrmann, Krautsand          | im Oktober 1957 von der Jadewerft verlängert und erhöht, 1973 Collhusen, 1978 Passat II, 1979 Dopas, 1981 Shahin, 1983 Ben, 1984 Aegeopelagitiki, 1992/93 als verschrottet gemeldet |
| Schwinge              | Stader Schiffswerft/153       | 5316959 | Februar 1952       | Stader Motorschiffahrt, Stade      | 1962 Seattle, 1966 Oklandsnes, 1987 bei Auktion als Schrott verkauft, Abbruch 1987 |
| Renate                | Stader Schiffswerft/160       | 5342946 | 1952               | Johannes und E. Kolster, Basbeck   | Süderelbe, 1989 Cum Deo, 1997 Renate, Verbleib unbekannt |
| Rolf Behrmann         | Mützelfeldt/24                | 5298963 | 6. Februar 1952    | Richard Behrmann, Krautsand        | 1965 Akce, 1986 Heimtun, so in Fahrt |
| Albert                | Rolandwerft/795               | 5008459 | 23. Februar 1952   | Wilhelmine Knepper Wwe, Altharen   | 1973 Hilas, 1979 Gandalf 1, 1981 Leone 1, 1988 Trion, ab 17. Januar 1992 in Egernsund (Dänemark) aufgelegt und anschließend dort an die Kette gelegt, weil offene Reparaturrechnungen der Skibsværft Toft nicht bezahlt wurden, im Februar 1995 in Egernsund abgebrochen. |
| Oste                  | Stader Schiffswerft/154       | 5266374 | 8. September 1952  | Stader Motorschiffahrt, Stade      | 1969 Cilly, 1970 Scilly, 1973 Ammersee, am 4. Oktober 1974 mit einer Ladung Dynamit und Munition Feuer an Bord auf 49,22°N, 003,40°W und am 6. Oktober durch Kanonenschüsse des französischen Zerstörers Le Champenois versenkt. |
| Wilhelmine Oltmann    | Stader Schiffswerft/153       | 5389774 | 24. März 1953      | Theodor Oltmann, Stade             | im April 1961 durch die Bauwerft verlängert, 1988 Wilhelmine, am 5. August 2021 zum Abbruch bei Fornaes Shipbreaking in Grenaa eingetroffen. |

## Galerie

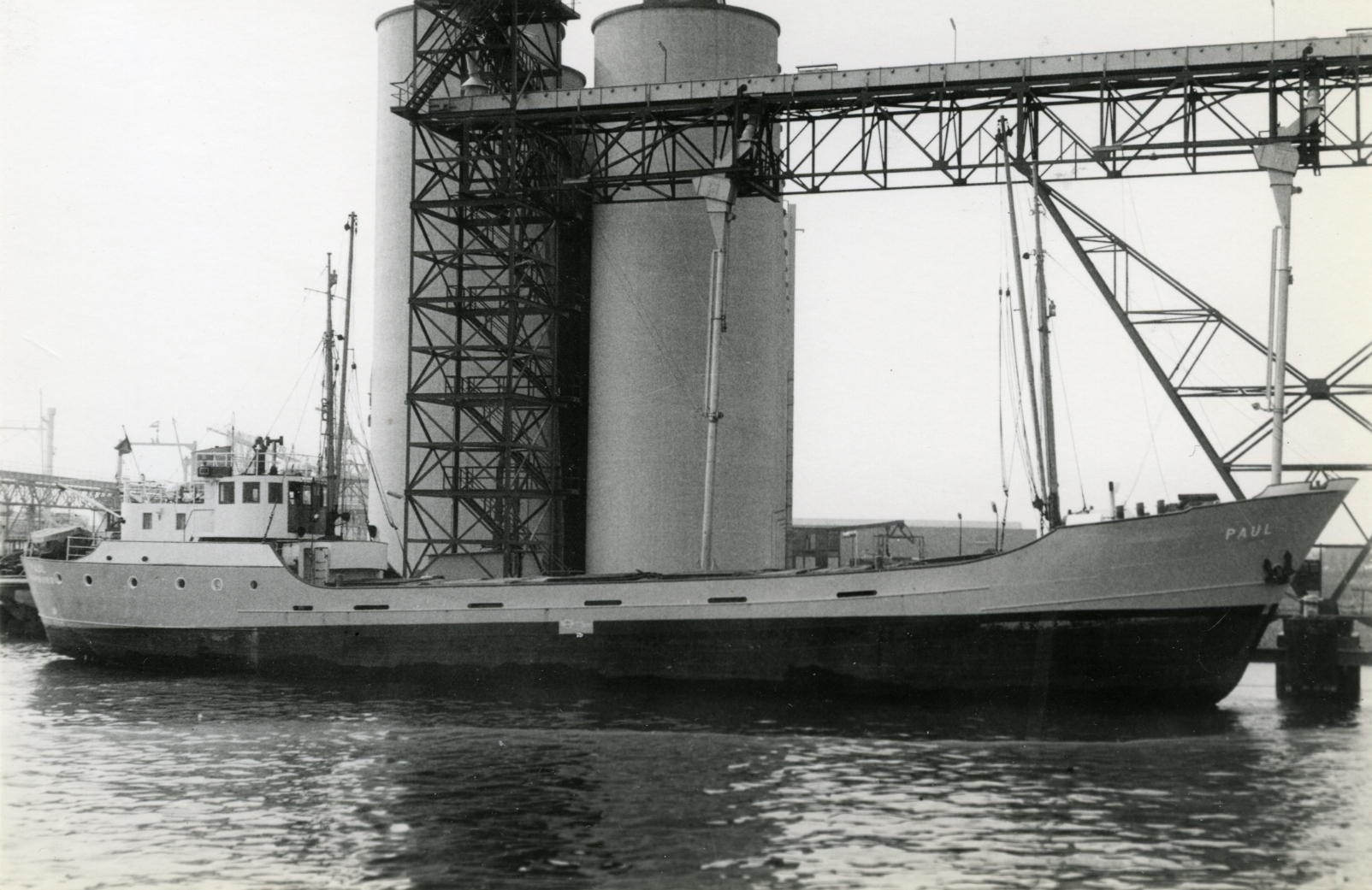
Paul, W. Holst, Nr. 173
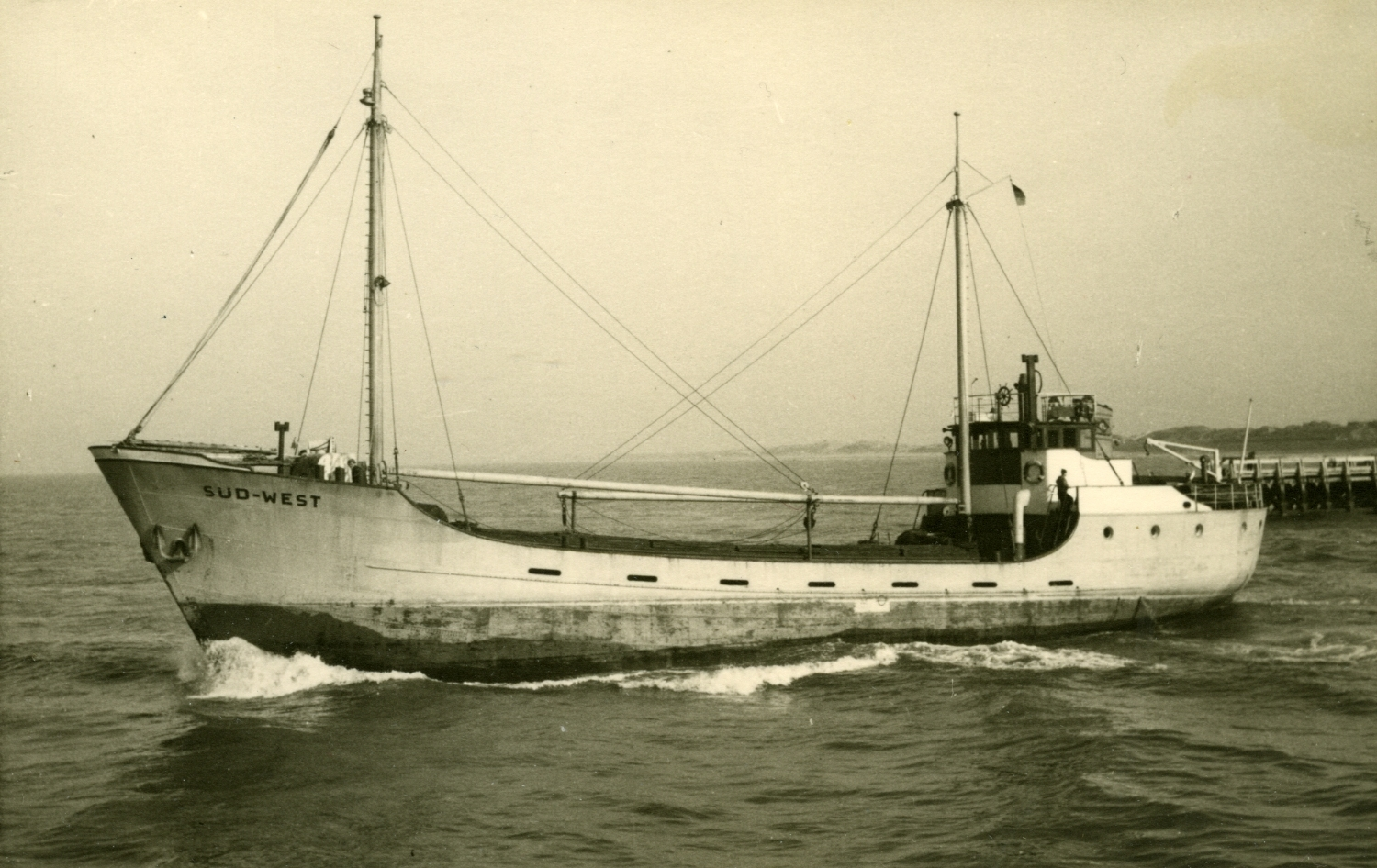
Süd-West, J. J. Sietas, Nr. 347
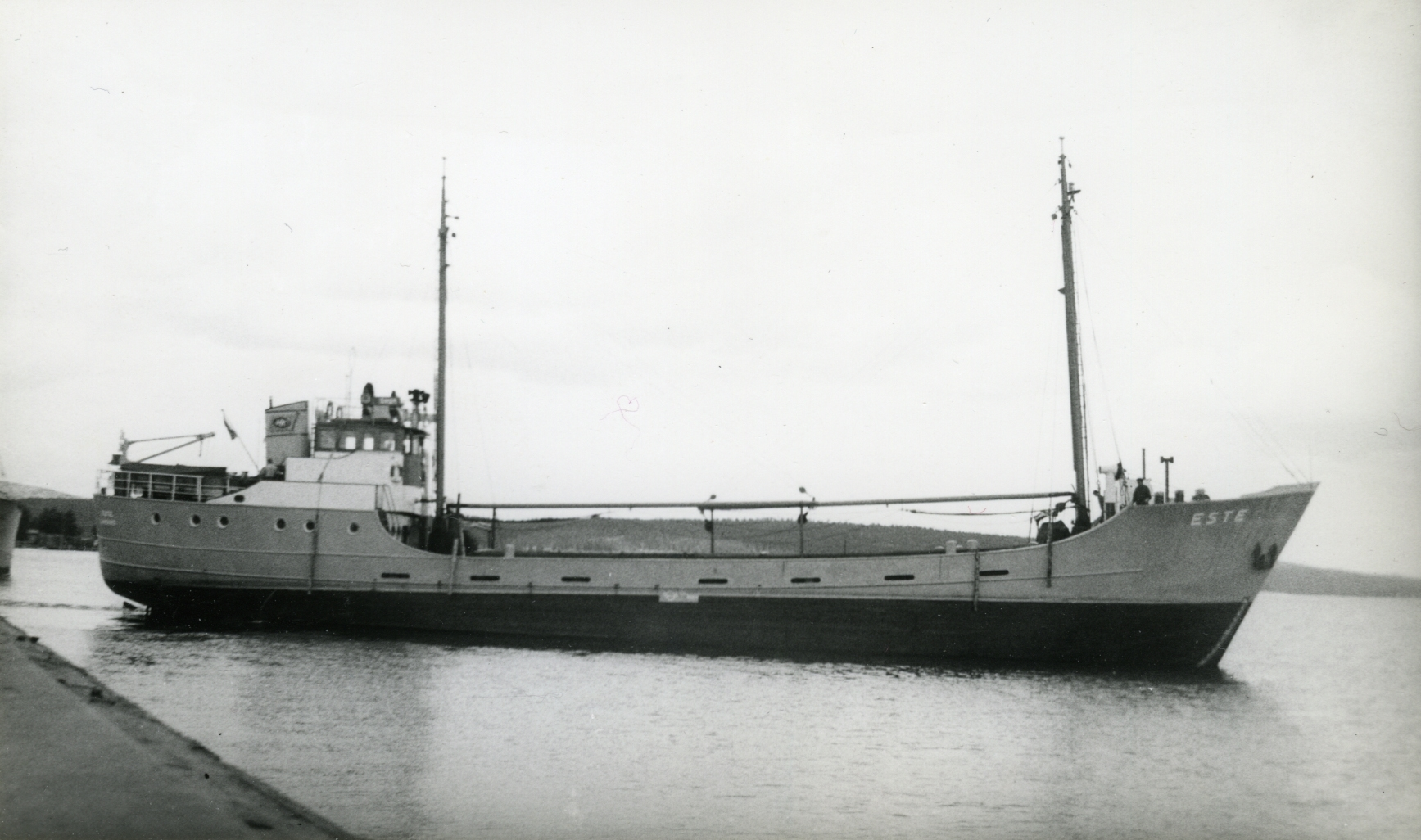
Este, J. J. Sietas, Nr. 348
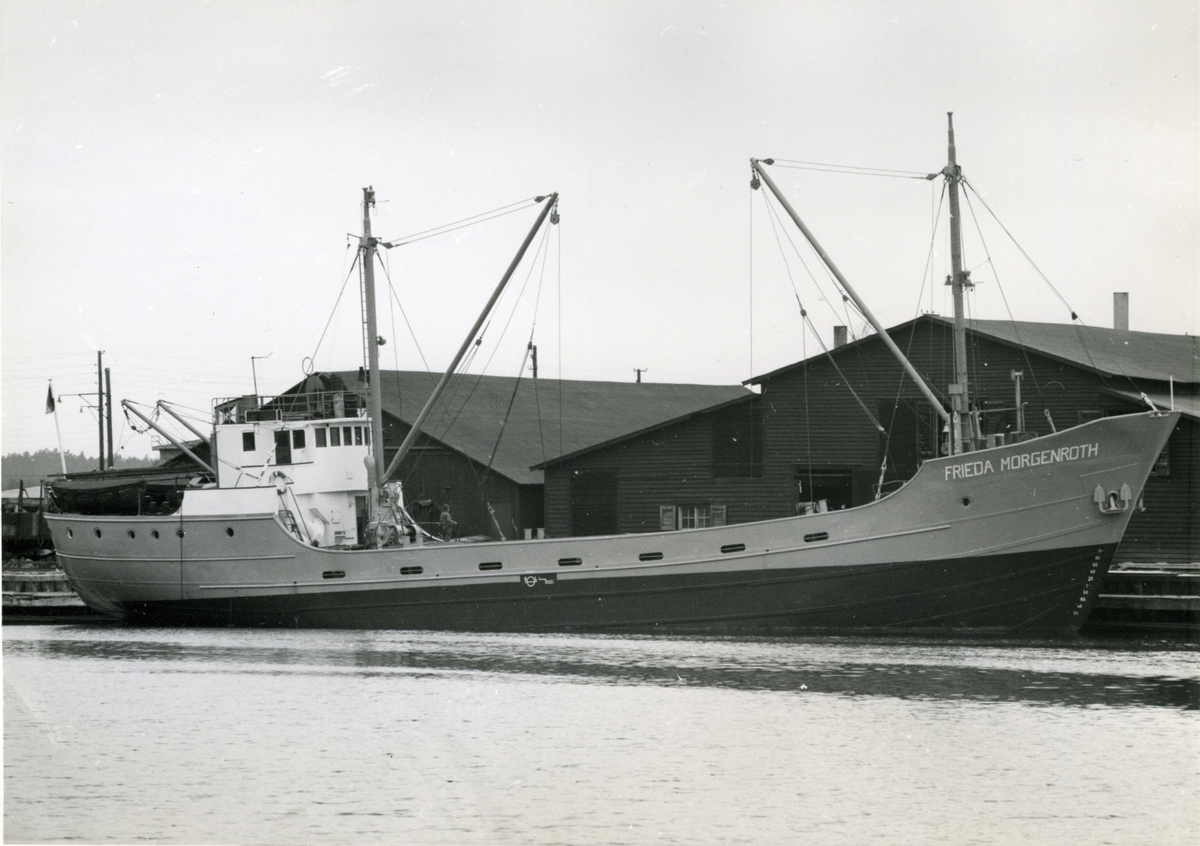
Frieda Morgenroth, SBG Unterweser, Nr. 344
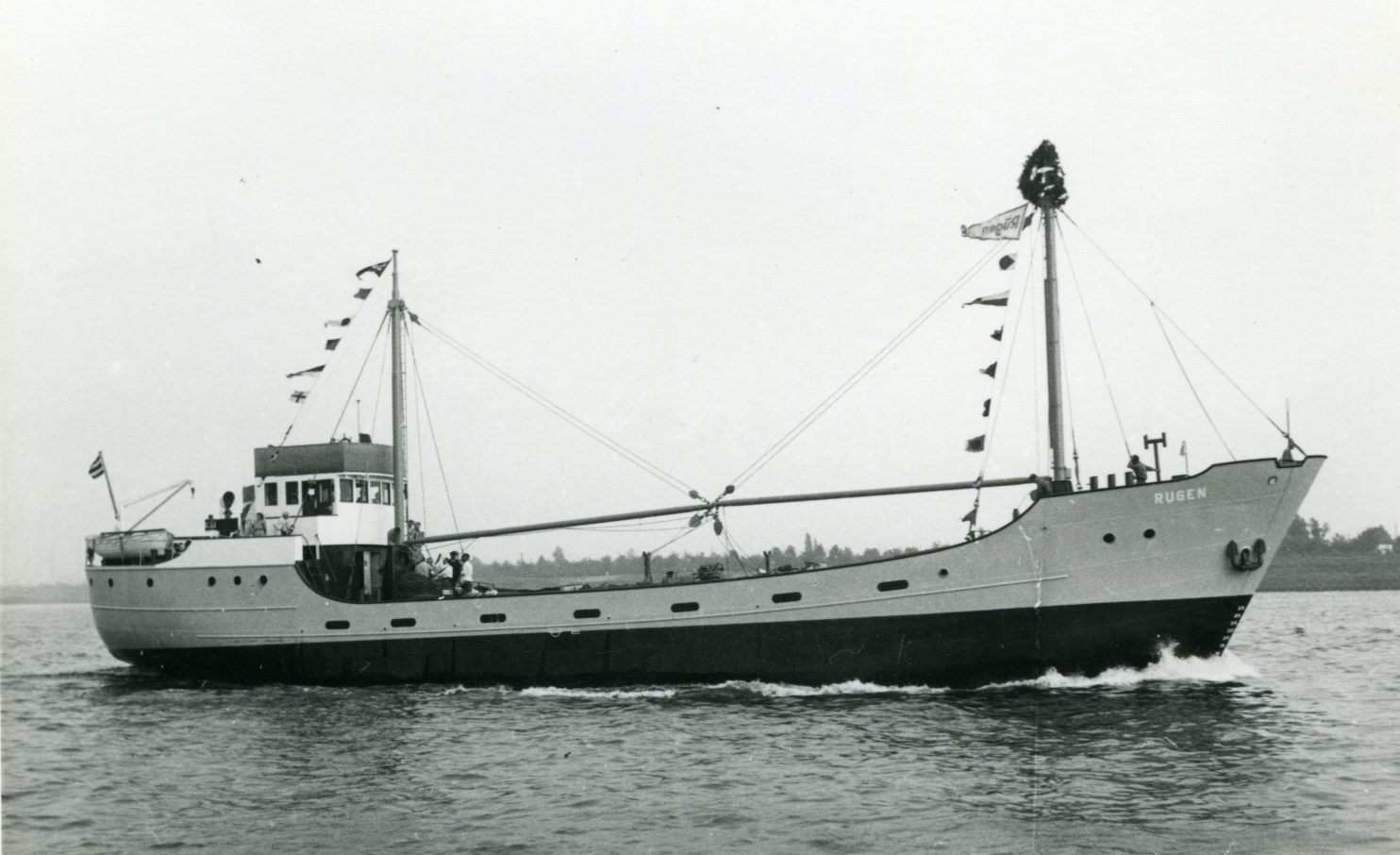
Rügen, August Pahl, Nr. 292
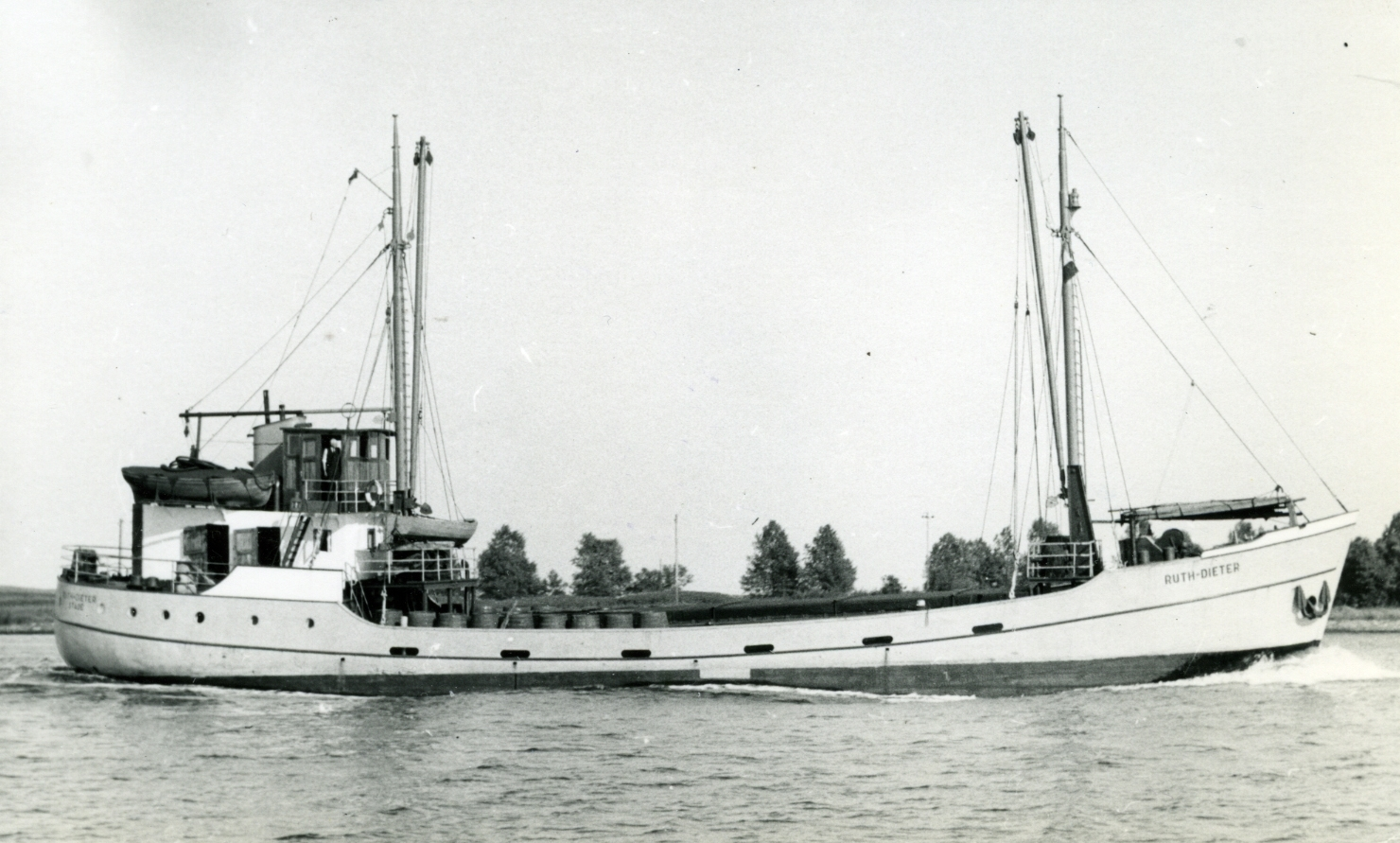
Ruth-Dieter, Beidenflether Werft, Nr. 25
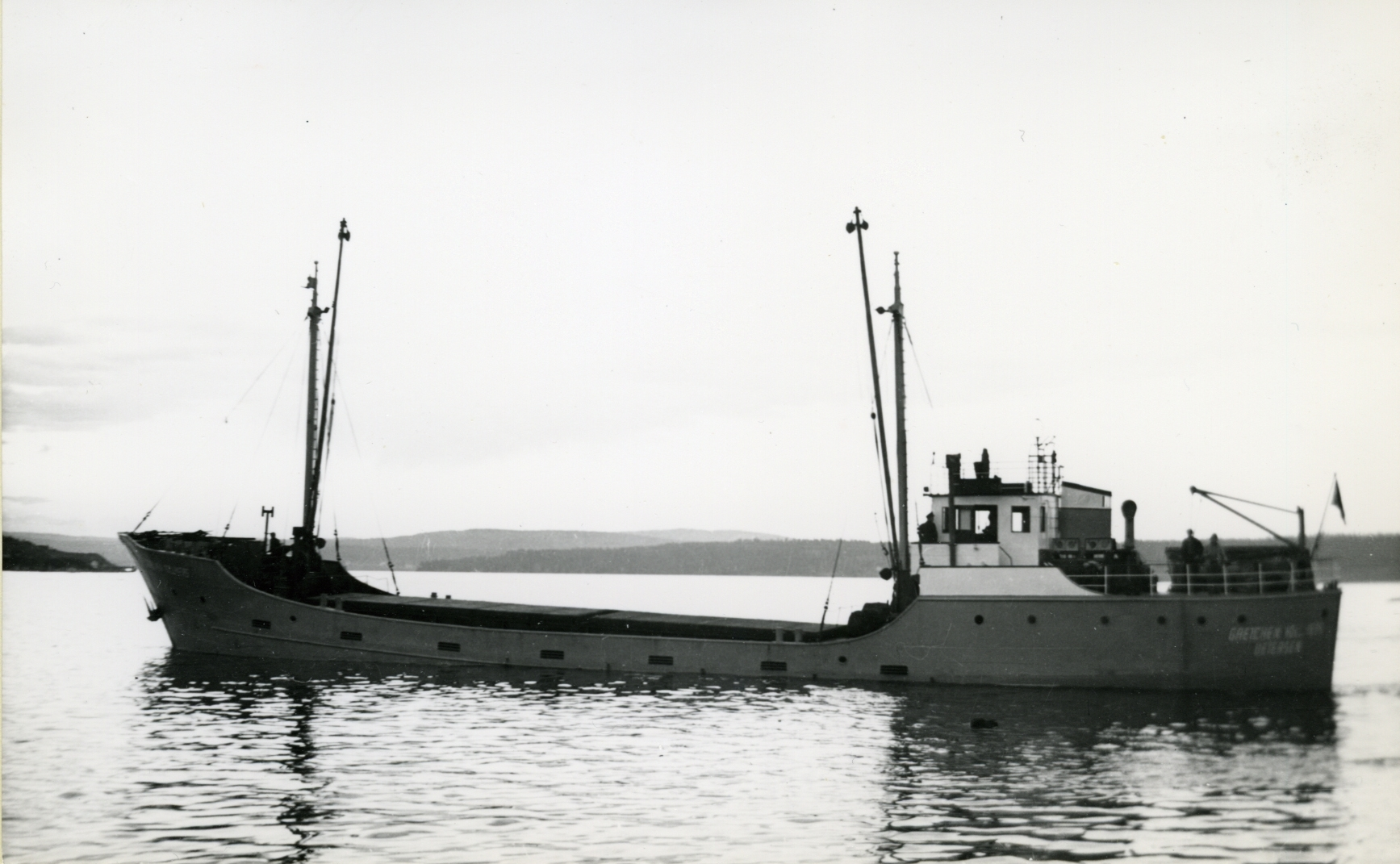
Gretchen Vollmers, Büsumer Werft, Nr. 152
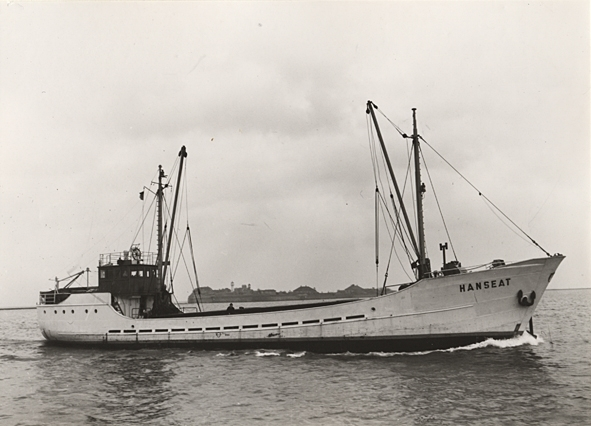
Hanseat, Pohl & Jozwiak, Nr. 67
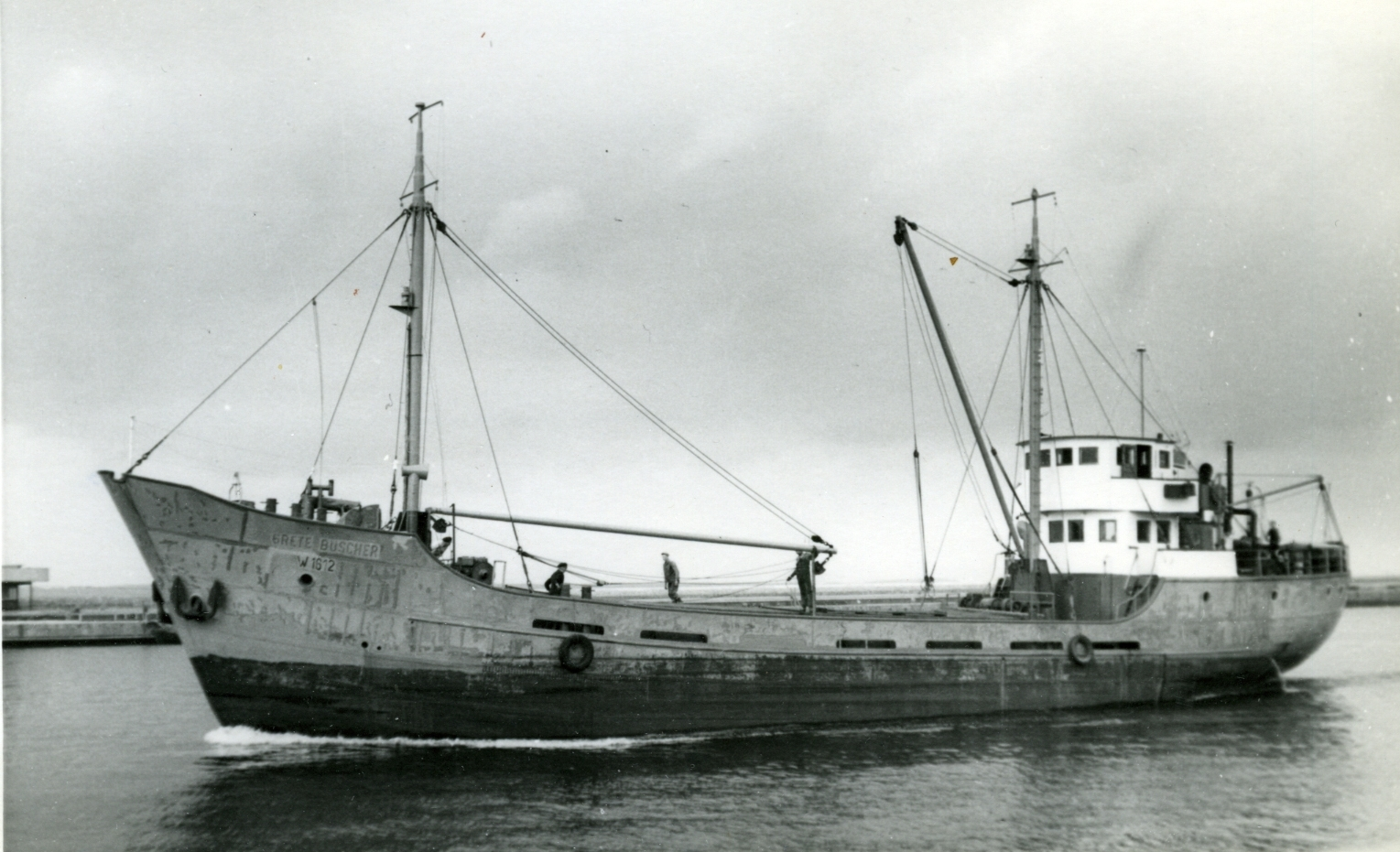
Grete Büscher, Rolandwerft, Nr. 792
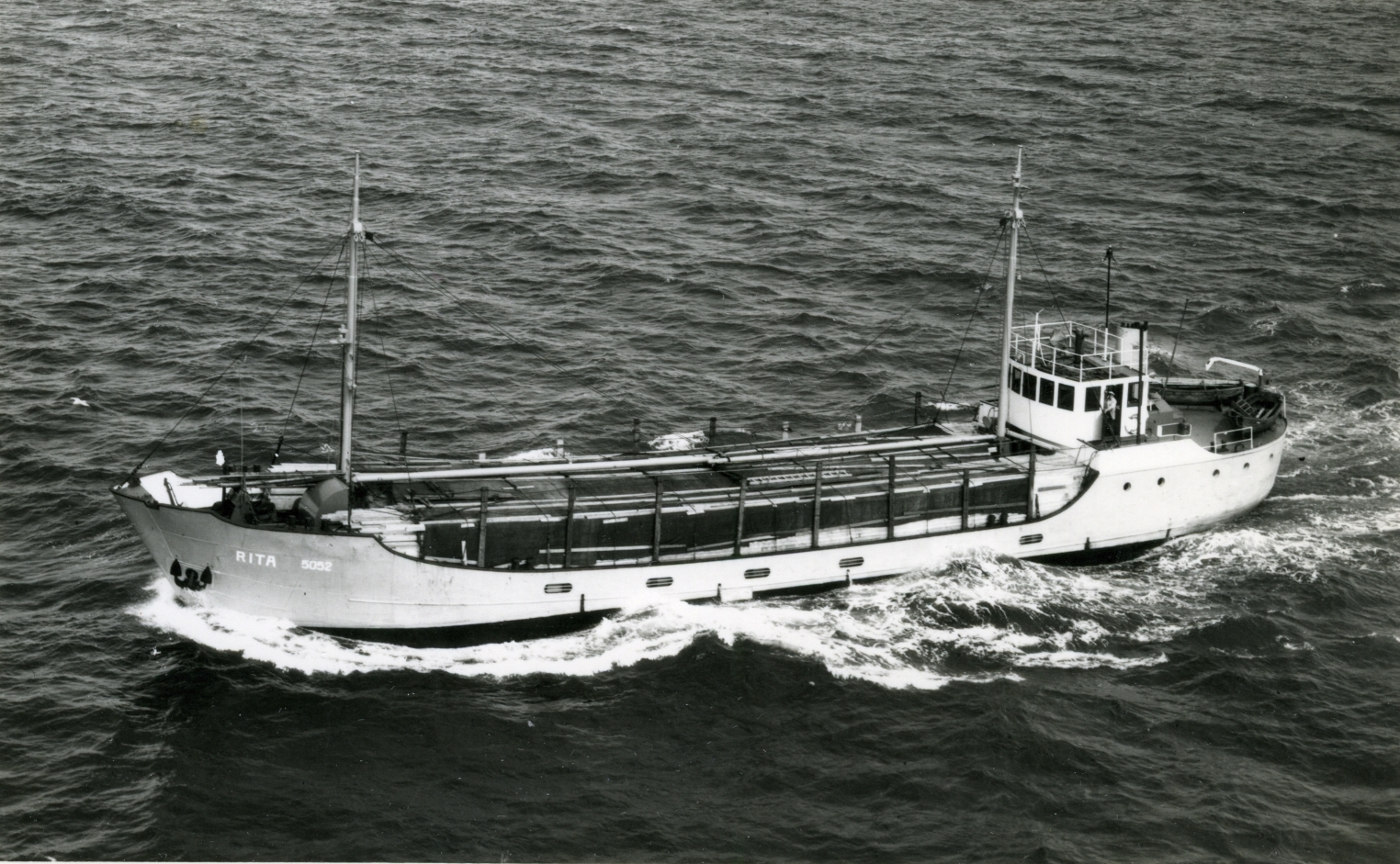
Rita, Stader Schiffswerft, Nr. 157
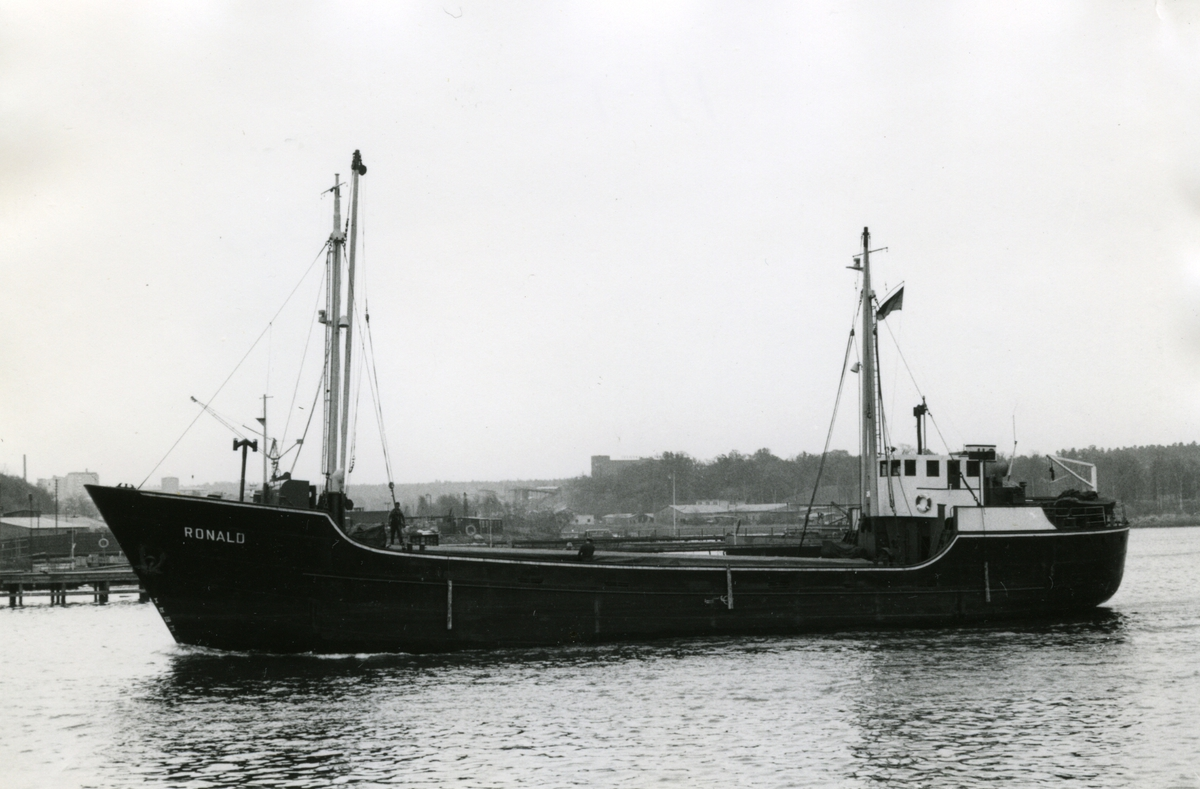
Ronald, Mützelfeldtwerft, Nr. 21
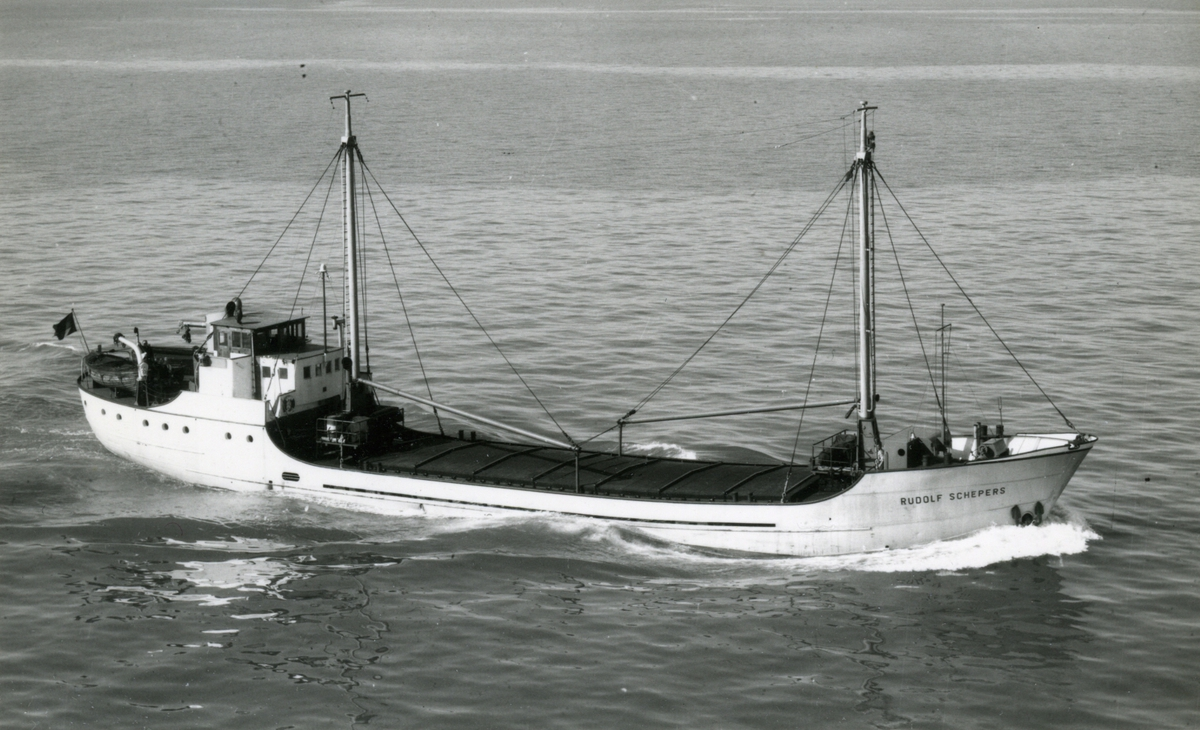
Rudolf Schepers, Elsflether Werft, Nr. 274
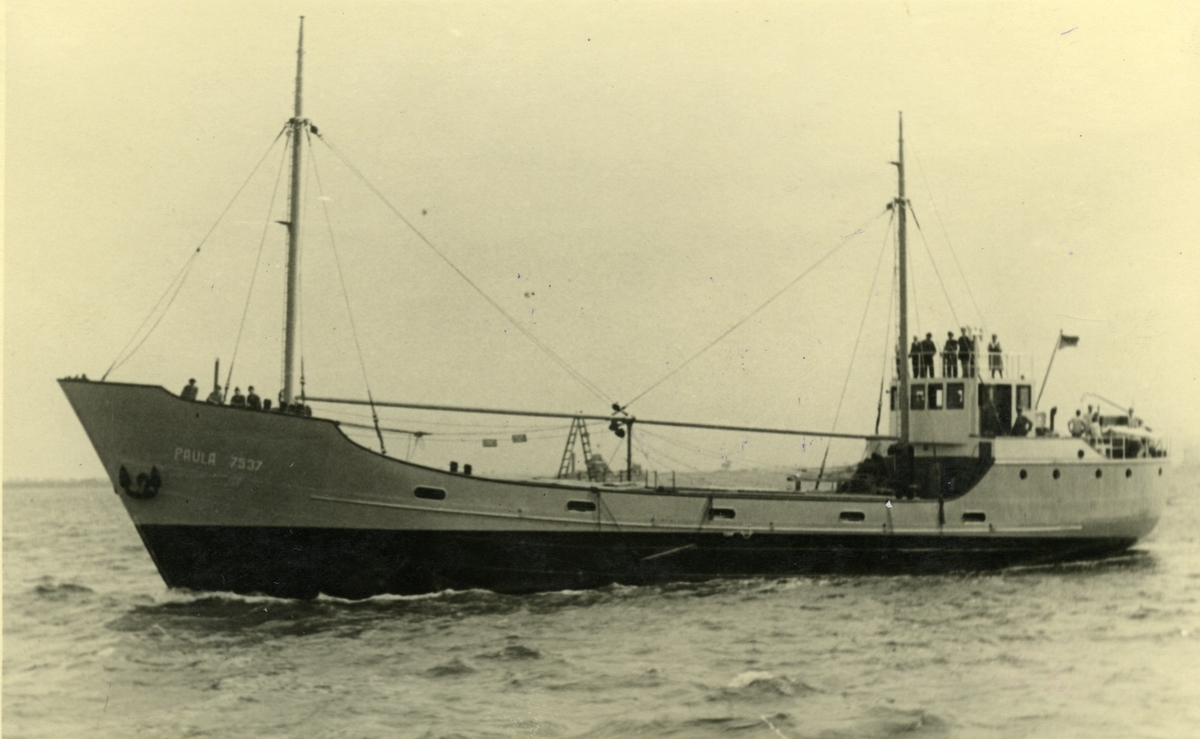
Paula, Stader Schiffswerft, Nr. 159
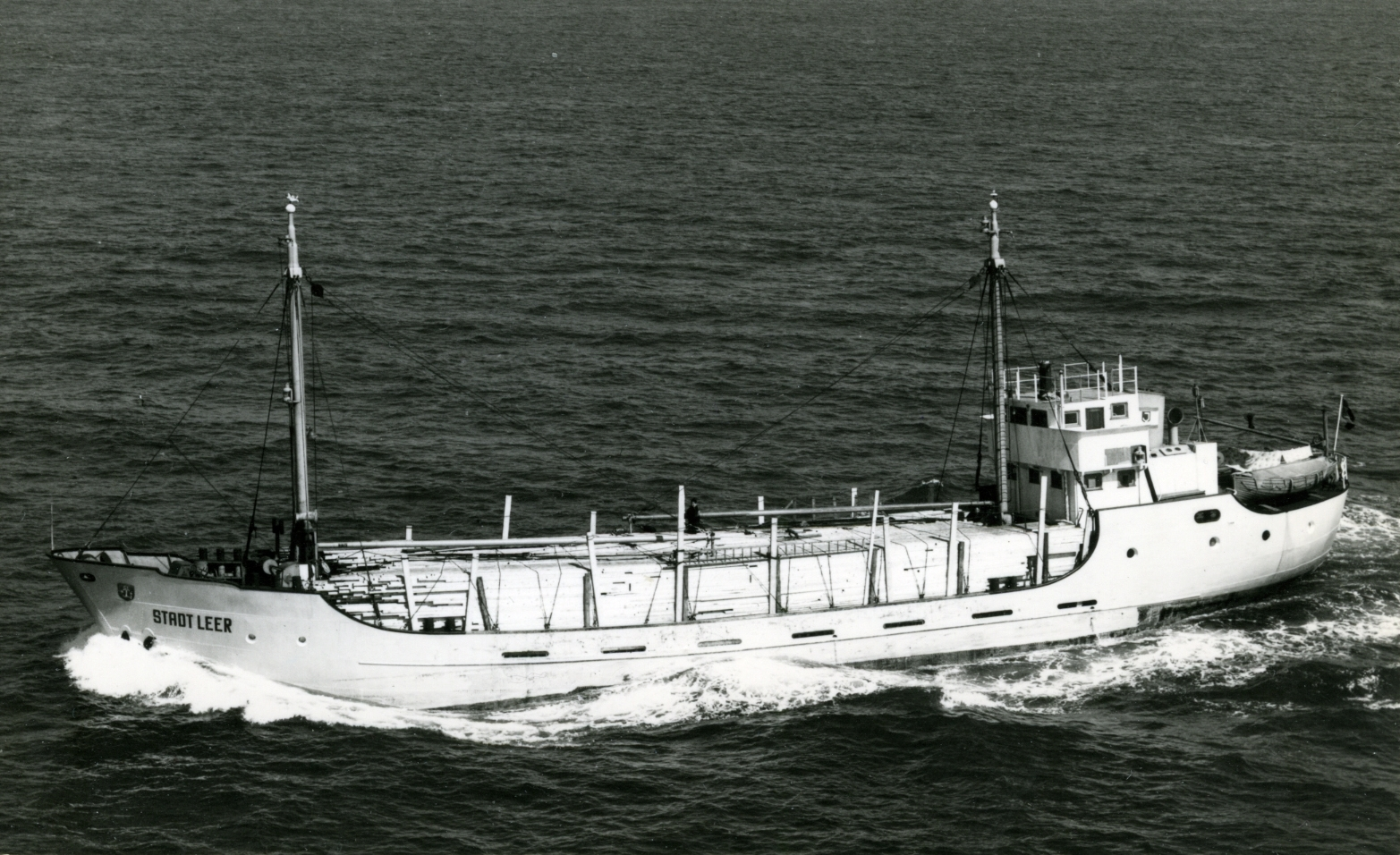
Stadt Leer, Jansen-Werft, Nr. 19
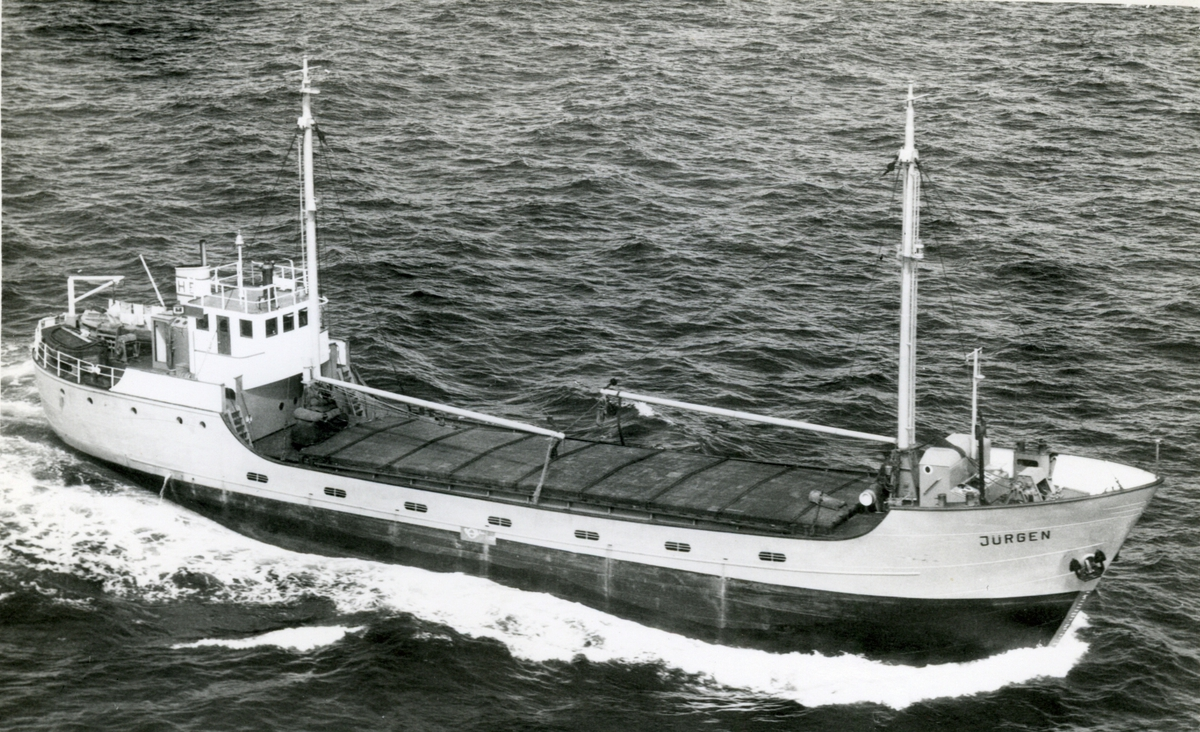
Jürgen, Mützelfeldtwerft, Nr. 22
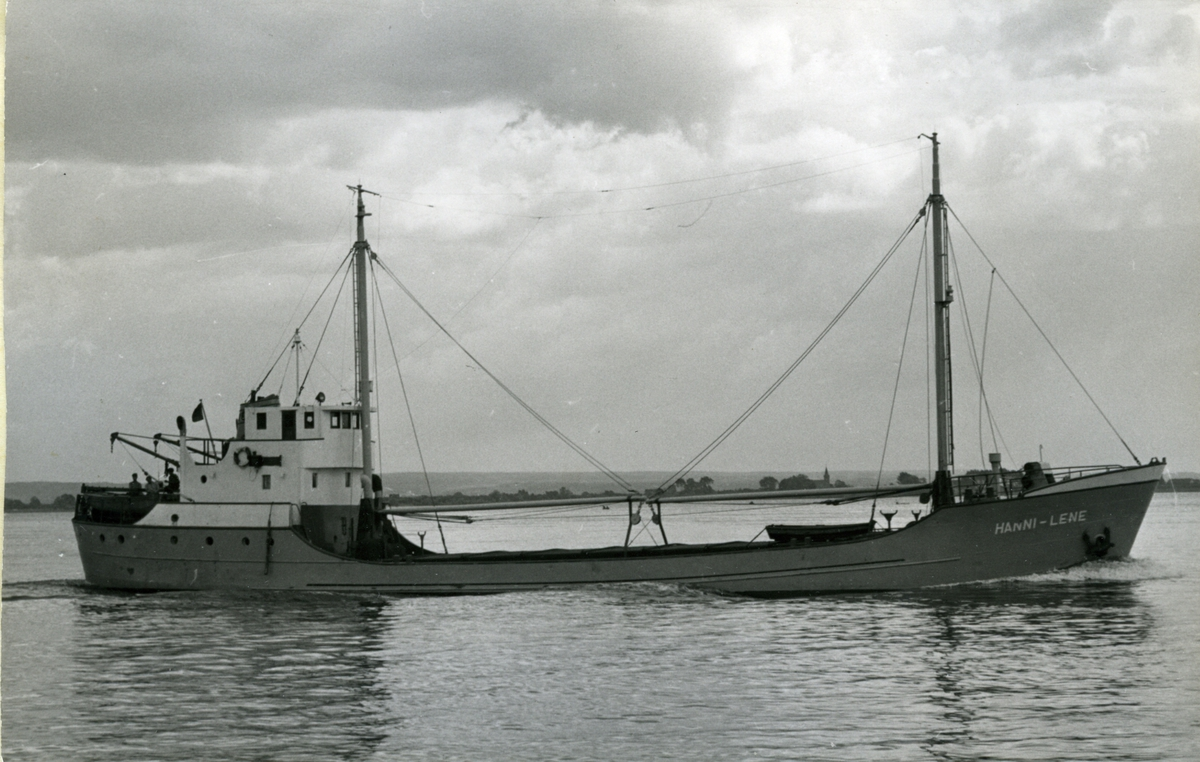
Hanni-Lene, Mützelfeldtwerft, Nr. 23
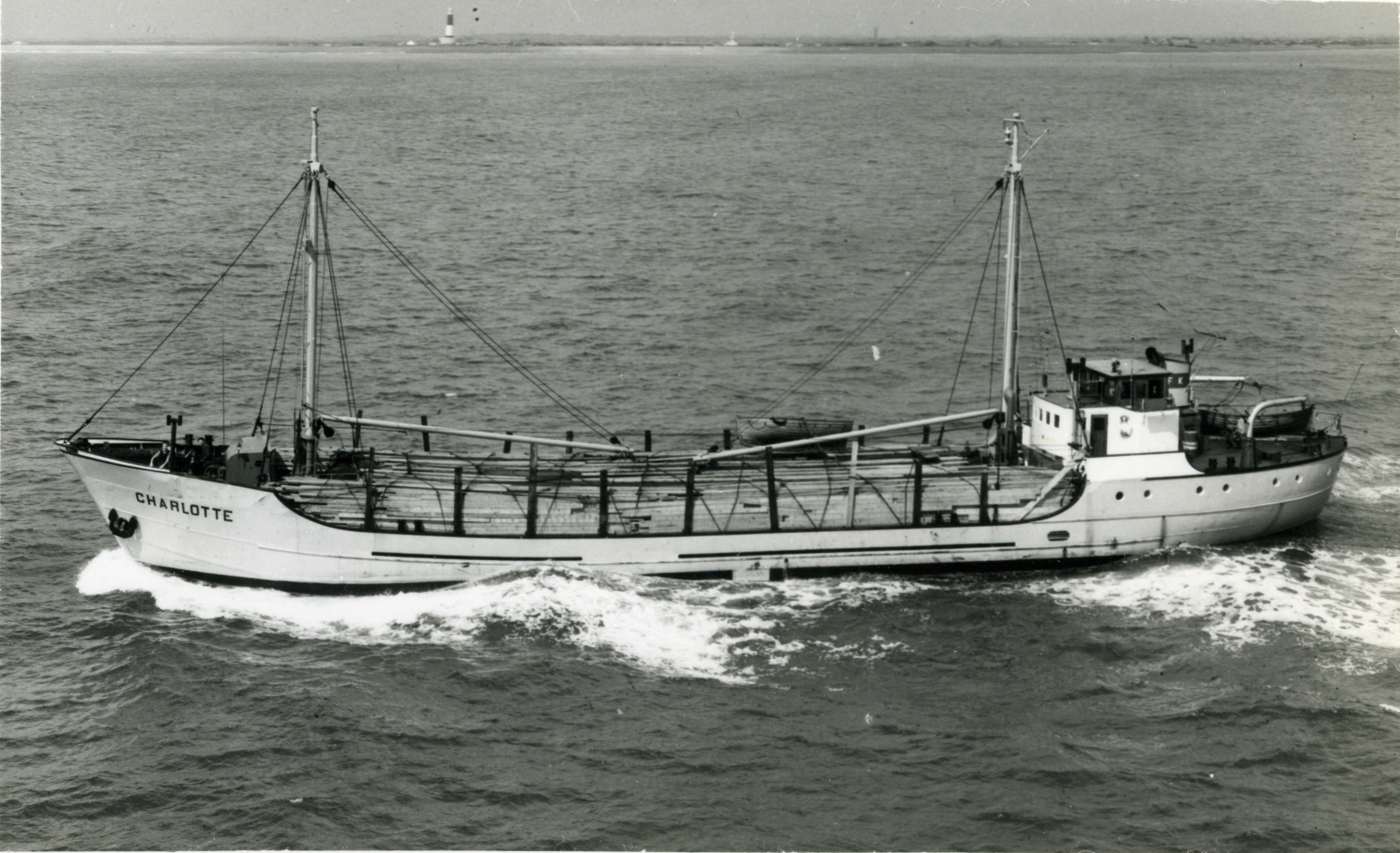
Charlotte, Elsflether Werft, Nr. 275
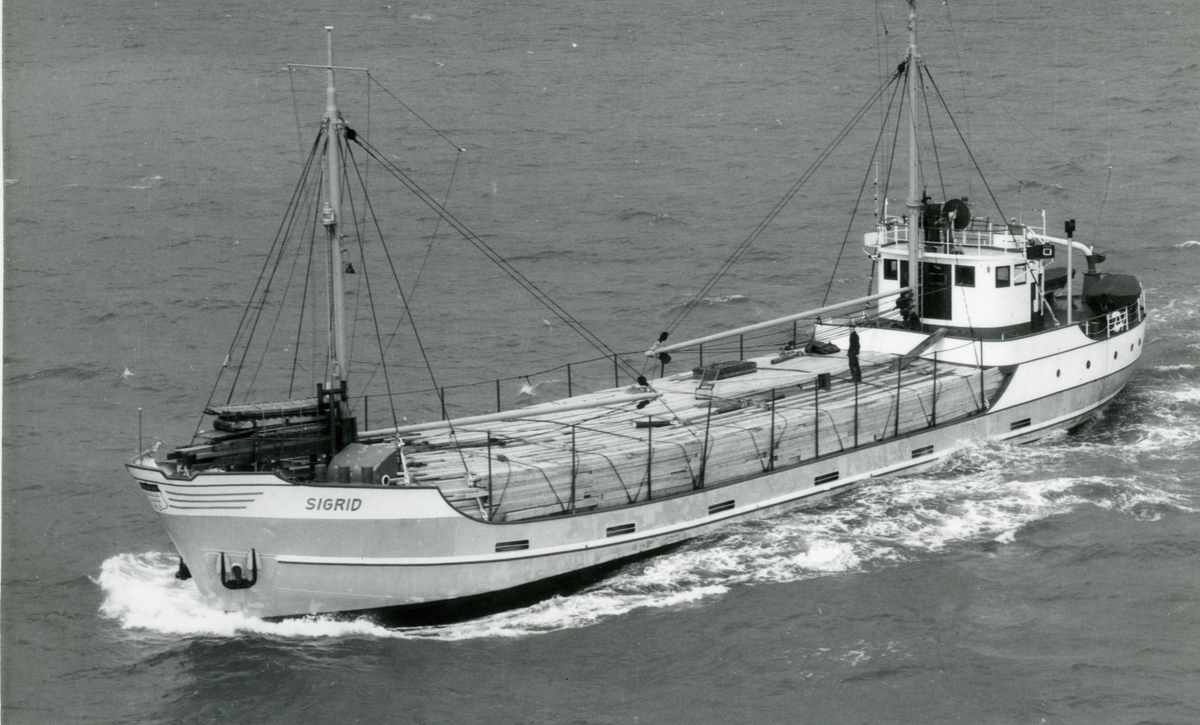
Sigrid, Kölner Werft, Nr. 711